# Várkerti Stadion
Várkerti Stadion – stadion piłkarski w mieście Kisvárda, na Węgrzech. Został otwarty 11 sierpnia 2018 roku. Może pomieścić 2850 widzów. Swoje spotkania rozgrywają na nim piłkarze klubu Kisvárda FC.

## Historia
Budowa stadionu rozpoczęła się w 2016 roku, a jego otwarcie nastąpiło 11 sierpnia 2018 roku. Na inaugurację gospodarze, zespół Kisvárda FC, przegrali w meczu NB I z Ferencvárosem 0:2. Mecz ten był debiutem przed własną publicznością zespołu Kisvárda FC w najwyższej klasie rozgrywkowej, do której drużyna ta awansowała po raz pierwszy w historii w 2018 roku. Nowy obiekt powstał niedaleko starego stadionu, na którym dotychczas swoje mecze rozgrywali piłkarze Kisvárda FC.